# بئاتریس ورماندوا
بیاتریس ورماندوا (انگلیسی: Béatrice of Vermandois; ۲۶ مارس ۹۳۱ (۵۱ سال)، یکی از اشراف‌زادگان کارولنژی و همسر روبر یکم، پادشاه فرانسه و مادر هوگوی بزرگ بود.